# Hansaviertel (Berlino)

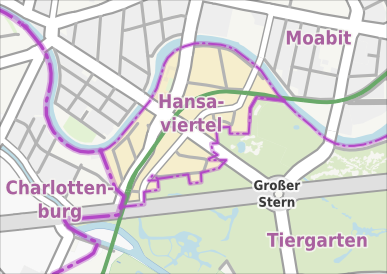
Mappa del quartiere

Lo Hansaviertel (letteralmente "quartiere anseatico") è un quartiere di Berlino, appartenente al distretto di Mitte.

## Posizione
Lo Hansaviertel si trova nella zona centro-occidentale della città. Procedendo da nord in senso orario, confina con i quartieri di Moabit, Tiergarten e Charlottenburg.
Il quartiere è bagnato a nord dal fiume Sprea, e diviso in due parti dal viadotto della Stadtbahn.

## Storia

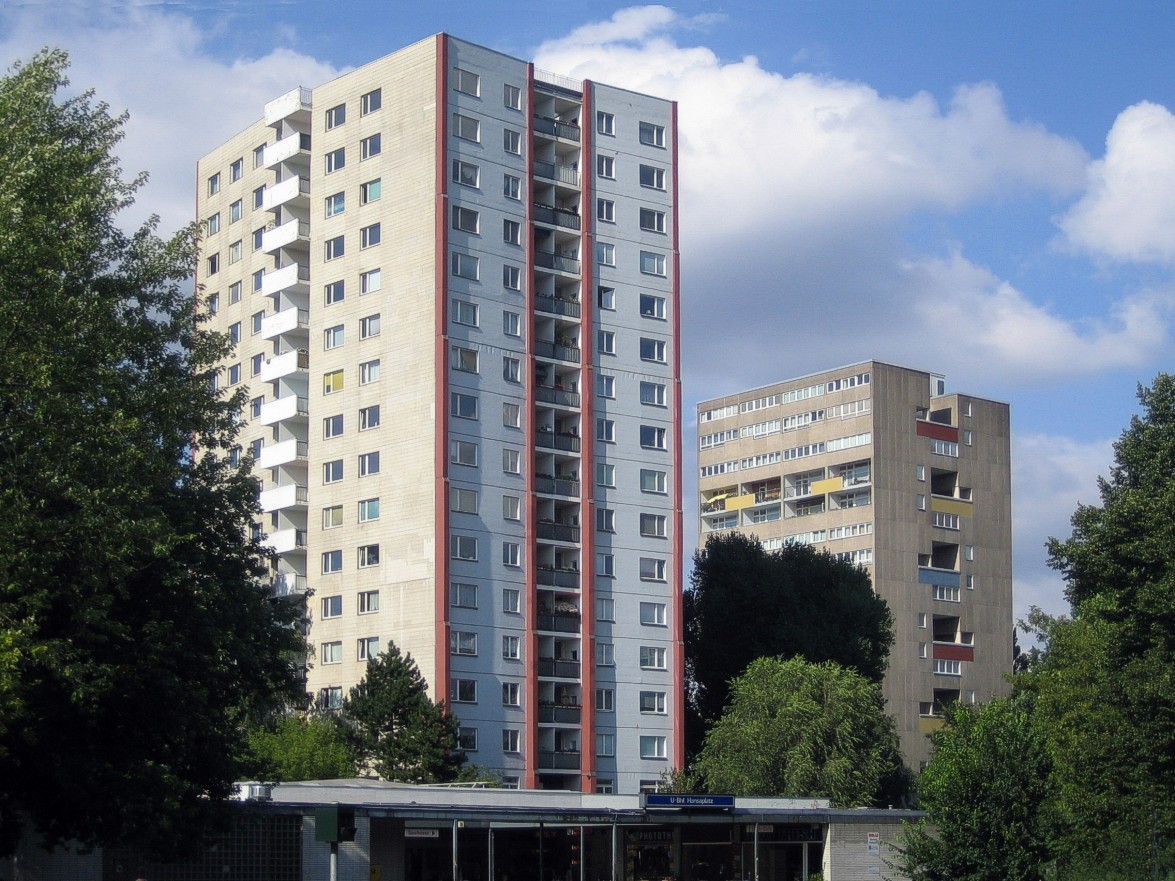
Hansaplatz

Lo Hansaviertel era in origine un quartiere ottocentesco, dal 1920 appartenente al distretto del Tiergarten.
Raso al suolo durante la seconda guerra mondiale, fu teatro dell'esposizione internazionale edilizia «Interbau 57», nell'ambito della quale venne costruito il complesso residenziale «Südliches Hansaviertel», posto fra la ferrovia e il parco del Tiergarten.
Dal 2001 lo Hansaviertel è diventato ufficialmente un quartiere (Ortsteil) indipendente, all'interno del nuovo distretto di Mitte.

## Comunicazioni

### Strade principali
- Altonaer Straße
- Bachstraße
- Lessingstraße

### Stazioni dellaU-Bahn
- Hansaplatz (linea U9)

### Stazioni dellaS-Bahn
- Bellevue (linee S5, S7 e S75)
- Tiergarten (linee S5, S7 e S75)